# 克劳泽托
克劳泽托（義大利語：Clauzetto），是意大利波代诺内省的一个市镇。总面积27平方公里，人口407人，人口密度15.1人/平方公里（2009年）。ISTAT代码为093016。